# Seznam staveb oceněných nadací Iconic Houses v Česku
Seznam staveb oceněných nadací Iconic Houses v Česku obsahuje vily, sídla a ateliéry postavené v průběhu 20. století, které zařadila mezinárodní organizace Iconic Houses na svůj seznam. Tato nadace sdružuje mimořádná díla světových architektů, architektonicky významné domy, domy umělců a ateliéry z 20. století, které jsou přístupné veřejnosti jako domovní muzea. Seznam je řazen podle lokace.

## Seznam
| Stavba                               | Obrázek | Galerie                                                             | Lokace                                  | Rok                  | Architekt                             | Sloh                      | Poznámka                                                        | Souřadnice                       |
| ------------------------------------ | ------- | ------------------------------------------------------------------- | --------------------------------------- | -------------------- | ------------------------------------- | ------------------------- | --------------------------------------------------------------- | -------------------------------- |
| Vila Tugendhat                       |         | Kategorie „Villa Tugendhat“ na Wikimedia Commons                    | Brno Černá Pole, Černopolní             | 1930                 | Ludwig Mies van der Rohe, Lilly Reich | funkcionalismus           | národní kulturní památka                                        | 49°12′26″ s. š., 16°36′57″ v. d. |
| Vila Stiassni                        |         | Kategorie „Villa Stiassny“ na Wikimedia Commons                     | Brno Pisárky, Hroznová                  | 1929                 | Ernst Wiesner                         | moderna, moderní purismus | kulturní památka                                                | 49°11′49″ s. š., 16°34′23″ v. d. |
| Jurkovičova vila                     |         | Kategorie „Villa of Dušan Jurkovič“ na Wikimedia Commons            | Brno Žabovřesky, Jana Nečase            | 1906                 | Dušan Jurkovič                        | secese                    | kulturní památka                                                | 49°12′24″ s. š., 16°34′34″ v. d. |
| Rodný dům Josefa Hoffmanna           |         | Kategorie „Museum of Josef Hoffmann (Brtnice)“ na Wikimedia Commons | Brtnice Náměstí Svobody                 | přestavba 1907-1911  | Josef Hoffmann                        |                           | kulturní památka                                                | 49°18′14″ s. š., 15°40′44″ v. d. |
| Volmanova vila                       |         | Kategorie „Volmanova vila (Čelákovice)“ na Wikimedia Commons        | Čelákovice Stankovského                 | 1939                 | Jiří Štursa, Karel Janů               | funkcionalismus           | kulturní památka                                                | 50°9′55″ s. š., 14°44′8″ v. d.   |
| Semlerova rezidence (Loos Apartment) |         | Kategorie „Semlerova rezidence“ na Wikimedia Commons                | Plzeň Jižní Předměstí, Hruškova         | 1923, přestavba 1933 | Adolf Loos, Heinrich Kulka            |                           | kulturní památka; v mezinárodní síti Iconic Houses od roku 2023 | 49°43′59″ s. š., 13°22′11″ v. d. |
| Brummelův dům                        |         | Kategorie „Brummelův dům“ na Wikimedia Commons                      | Plzeň Jižní Předměstí, Husova           | 1929                 | Adolf Loos, Karel Lhota               | funkcionalismus           | kulturní památka                                                | 49°44′46″ s. š., 13°21′51″ v. d. |
| Rothmayerova vila                    |         | Kategorie „Rothmayerova vila“ na Wikimedia Commons                  | Praha Břevnov, U páté baterie           | 1929                 | Otto Rothmayer                        | klasicizující moderna     | kulturní památka                                                | 50°5′29″ s. š., 14°21′52″ v. d.  |
| Bílkova vila                         |         | Kategorie „Bílkova vila“ na Wikimedia Commons                       | Praha Hradčany, Mickiewiczova           | 1911                 | František Bílek                       | secese                    | kulturní památka                                                | 50°5′43″ s. š., 14°24′30″ v. d.  |
| Winternitzova vila                   |         | Kategorie „Winternitzova vila“ na Wikimedia Commons                 | Praha Smíchov, Na Cihlářce              | 1932                 | Adolf Loos, Karel Lhota               | funkcionalismus           | kulturní památka                                                | 50°4′3″ s. š., 14°23′19″ v. d.   |
| Müllerova vila                       |         | Kategorie „Villa Müller“ na Wikimedia Commons                       | Praha Střešovice, Nad Hradním vodojemem | 1930                 | Adolf Loos, Karel Lhota               | funkcionalismus           | národní kulturní památka                                        | 50°5′33″ s. š., 14°22′42″ v. d.  |